# Oesje!
Oesje! est un film belge de comédie réalisé par Ludo Cox et sorti en 1997.

## Synopsis
Un paysan flamand, Kamiel Spiessens, qui fait tout pour se défendre d'un homme d'affaires néerlandais qui désire implanter  un parc d'attractions sur son terrain.

## Distribution
- Chris Van den Durpel : Kamiel Spiessens, l'agriculteur
- Geena Lisa : Andrea, chanteuse et représentante chez MEGA
- Jaak Van Assche : Basiel, facteur
- Gert Jan Dröge : John Karstens, directeur chez MEGA
- François Beukelaers : Raymond Stasse, bourgmestre
- Greta Van Langendonck : Mariette, femme de ménage
- Camilia Blereau : Julienne, boulangère
- Veerle Dobbelaere : Jeannine, patronne du café
- Ron Cornet : Willy, boucher
- Tuur De Weert : le policier
- Alice Toen : le villageois
- Rudy Morren : le garde du parc de container
- Ludo Hoogmartens : Fred
- Daan Hugaert : le commissaire-priseur

## Réception
Oesje!, avec 700 000 spectateurs, est le septième film belge le plus vu en salles de tous les temps.